# Harry & David
Harry and David, LLC (Harry and David) es un productor y minorista estadounidense de alimentos y regalos de primera calidad. La compañía vende sus productos a través de correo directo, en línea, obsequios corporativos y en su ubicación principal en Medford, Oregon, y opera las marcas Harry & David, Wolferman's y Vital Choice. Harry & David fue fundada en 1910 por Samuel Rosenberg como Bear Creek Orchards en Medford, Oregon, como una empresa de frutas premium. A partir de 2014, es propiedad de 1-800-Flowers.com.

## Historia

### Huertos de Bear Creek
La compañía comenzó a operar en 1910, cuando Samuel Rosenberg compró huertos de perales Comice en el sur de Oregón después de encontrar las peras del huerto en la Exposición Alaska-Yukon-Pacific del año anterior. Ubicados en Medford, Oregón, los huertos de perales datan de 1885 y fueron nombrados Bear Creek Orchards en honor a Bear Creek, que atravesaba la propiedad. 
En 1914, los hijos de Rosenberg, Harry y David Rosenberg, asumieron la administración de la propiedad, después de la muerte de su padre y de completar sus títulos de agricultura en la Universidad de Cornell.  Los hermanos llamaron a las peras "Royal Riviera"  y se centraron en venderlas a clientes de Europa. A medida que su negocio siguió creciendo en la década de 1920, los hermanos construyeron una empacadora y una planta de preenfriamiento para preparar las peras que se enviarían a largas distancias. Cuando la Gran Depresión redujo la demanda de sus peras en Europa,  los hermanos comenzaron a comercializar sus productos a clientes en los Estados Unidos, primero a empresarios en Seattle y, en 1934, a clientes en San Francisco y Nueva York. Ciudad de York.  
La empresa comenzó oficialmente a vender sus productos a los clientes mediante pedidos por correo en 1934.   Los hermanos hicieron publicidad en revistas y periódicos, y su primer anuncio apareció en Fortune en 1936. Otros anuncios aparecieron en National Geographic, The New York Times y Time.  En 1937, la empresa presentó su plan "Caja del mes". Más tarde pasó a llamarse "Club de frutas raras" y, finalmente, club de "Fruta del mes".  A finales de la década de 1930, Harry y David adoptaron el apellido de su padrastro, Holmes, debido a las preocupaciones sobre el creciente antisemitismo a medida que se acercaba la Segunda Guerra Mundial. 
En 1946, el nombre Bear Creek Orchards fue reemplazado, cuando la empresa se constituyó bajo el nombre de Harry and David.  Tras la muerte de David Holmes Sr. en 1950, la empresa pasó a manos de su hijo, David H. Holmes Jr., quien se desempeñó como presidente de Harry & David de 1955 a 1970. Harry Holmes murió en 1959.   Mientras David H. Holmes Jr. era presidente, Harry & David adquirieron la empresa de rosas Jackson & Perkins.   Después de 9 años, David H. Holmes Jr. (hijo de David Sr.) pasó el negocio a su primo, John RH Holmes (hijo de Harry Holmes). 
En 1972, David H. Holmes Jr. creó Bear Creek Corporation (un nombre similar a los nombres originales de 1885-1914) como empresa matriz de Harry & David, así como de otras subsidiarias.  Bear Creek Corporation salió a bolsa en 1976 y siguió siendo pública hasta su compra por parte de RJR Nabisco en 1984.  Dos años más tarde, la empresa fue adquirida por Shaklee Corporation . Luego, Shaklee fue comprada en 1989 (junto con su filial recién adquirida Bear Creek) por la firma japonesa Yamanouchi Pharmaceutical.  Durante la década de 1990, Harry & David amplió sus establecimientos minoristas y abrió más de 119 tiendas. Bear Creek Corporation lanzó su sitio web en 1996 para vender todas sus líneas de productos, incluidos Harry & David.  
En junio de 2004, aproximadamente el 97% de la propiedad de Harry & David fue adquirida por dos empresas de inversión en los Estados Unidos: Wasserstein &amp; Co. de Nueva York, que compró el 63% de las acciones de la empresa; y Highfields Capital Management de Boston, que adquirió el 34%.   En 2007, Harry & David vendió el negocio de rosas Jackson & Perkins para centrarse únicamente en su negocio de regalos y alimentos premium. Al año siguiente, la empresa adquirió dos minoristas en línea y por catálogo: Wolferman's, que se especializa en muffins ingleses y alimentos para el desayuno; y Cushman's, una empresa frutícola con sede en Florida que se especializa en un híbrido de mandarina y pomelo.
Después de la compra de capital privado en 2004 y los esfuerzos de diversificación mediante adquisiciones, la crisis financiera de finales de la década de 2000 afectó los ingresos y las ventas de Harry & David. La deuda de la empresa por su adquisición en 2004 fue parte de la razón por la que la recesión afectó a la empresa. En marzo de 2011, la empresa se acogió al Capítulo 11 de protección por quiebra.  Harry & David permaneció operativo mientras estuvo en quiebra   y, en mayo de 2011, presentó un plan de reorganización ante el tribunal de quiebras. La empresa salió de la quiebra en septiembre de 2011. Tras salir de la quiebra, Harry & David aumentó su rentabilidad e ingresos y, en septiembre de 2012, fue nombrada "gran empresa de recuperación del año" por la Turnaround Management Association.
En noviembre de 2012, la empresa estableció una bodega con uvas de Oregón; Los vinos blancos y tintos se desarrollaron en colaboración con un enólogo local. La empresa comenzó a vender los vinos de su bodega a través de su página web ese mismo año.   Harry & David se vendió en agosto de 2014 al minorista de Internet 1-800-Flowers por 142,5 millones de dólares. Harry & David es una subsidiaria de propiedad total de 1-800-Flowers.com Inc.  y Harry & David Operations, Inc. El director ejecutivo de la compañía desde octubre de 2011 hasta febrero de 2015 fue Craig Johnson.  Steven Lightman (brevemente director ejecutivo de The Sharper Image de 2007 a 2008  ) se convirtió en director ejecutivo de Harry & David en marzo de 2015. 
A finales de abril de 2020, Harry & David cerró permanentemente casi todas sus tiendas minoristas físicas, excepto su tienda insignia Country Village en Medford.

## Operaciones

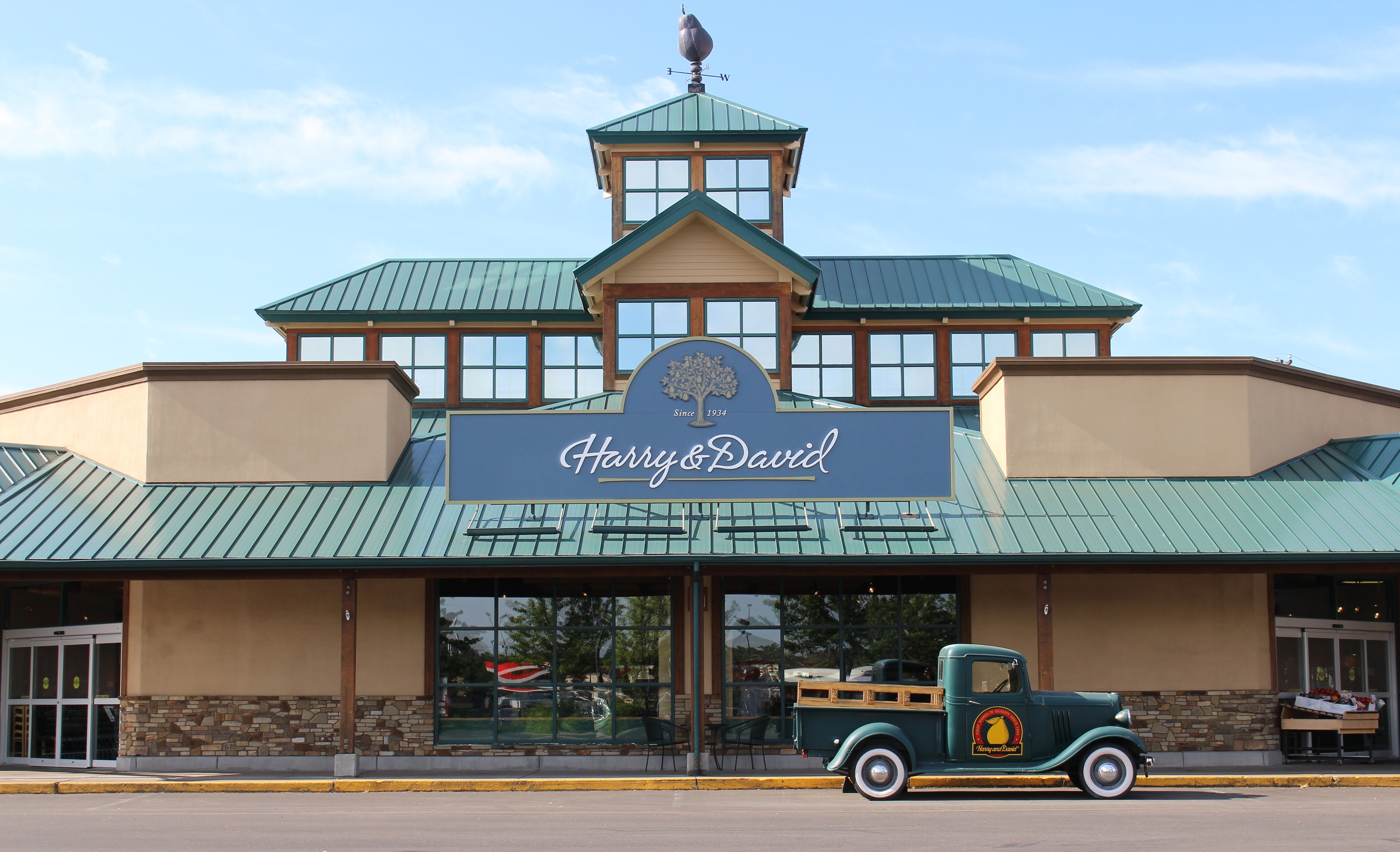
Tienda de Harry y David en Medford

Harry & David produce y vende alimentos y regalos de primera calidad bajo tres marcas: Harry & David; Wolferman; y Corrales. Las líneas de productos de Harry & David incluyen cestas de regalo, flores y plantas, fruta fresca, chocolate y dulces, y vino. Los principales productos de Wolferman incluyen muffins ingleses gourmet y otros alimentos para el desayuno, y Stockyards es conocido principalmente por vender carnes y chuletas de calidad USDA Prime y Choice.
La empresa opera tres sitios web individuales para sus marcas en el portal multimarca 1800flowers.com: HarryAndDavid.com, Wolfermans.com y Stockyards.com. Además de vender en línea y por correo, las marcas de Harry & David se venden en sus tiendas minoristas en todo el país. En 2013, había aproximadamente cincuenta establecimientos minoristas permanentes y treinta tiendas temporales abiertas para la temporada navideña. El flujo de caja es muy cíclico; Harry & David obtiene la mayoría de sus ganancias en otoño e invierno como resultado de pedidos relacionados con las fiestas.
Harry & David tiene su sede en Medford, Oregón, donde a partir de 2015 la empresa es el mayor empleador no médico de Rogue Valley. En 2007, la empresa operaba 2000 acres de huertos, instalaciones de fabricación y un centro de distribución en Medford. En 1997, Harry & David abrieron una segunda oficina en Hebron, Ohio, llamada Hopewell Campus, que se encarga de la distribución.   La empresa empleó a más de 8000 empleados en 2013, incluidos trabajadores temporales de temporada. A partir de 2015, la empresa comenzó a plantar huertos como parte de su estrategia corporativa a largo plazo. 

### Derechos del nombre
La empresa posee los derechos del nombre del principal parque de béisbol de Medford, Harry & David Field.